# Гизела Бургундска (1075 – 1133)
Гизела Бургундска (на френски: Gisèle/Guille/Guisle/Gille/Wille de Bourgogne; * 1075, † ок. 1133) от Иврейската династия, е чрез бракове графиня на Савоя (1090 – 1103) и маркграфиня на Монферат (1105 – 1133).

## Произход
Тя е дъщеря на граф Гийом I Бургундски (* 1020, † 1087) и Стефания Бургундска († сл. 1088). Има седем братя и пет сестри:
- Ото († пр. 1087)
- Райналд II († 1097), 1082 граф на Макон, 1087 граф на Бургундия, съпруг на Регина фон Олтиген
- Вилхелм († пр. 1090)
- Стефан I Храбри († 1102), граф на Макон, господар на Вараск;, съпруг на Беатрис
- Раймунд († 1107), граф на Амеру, 1093 граф на Галисия и Коимбра, съпруг на Урака, кралица на Кастилия и Леон
- Хуго († 1101), 1086 архиепископ на Безансон
- Гиг († 1124), 1088 архиепископ на Виен, 1107/09 администратор на Безансон, 1119 папа Каликст II
- Стефания, съпруга на Ламберт Франсоа, принц на Ройан, господар на Пейриер
- Сибила (* 1065, † сл. 1103), херцогиня на Бургундия като съпруга на Йод I Борел, 1079 монахиня в манастира Фонтъвро
- Ерментруда († 1105), наследничка на Графство Монбеяр, съпруга на Дитрих от Мусон
- Клеменция († 1133), графиня на Фландрия като съпруга на Роберт II, и херцогиня на Долна Лотарингия като съпруга на Готфрид VI
- Берта († 1099/1100), кралица на Кастилия като съпруга на Алфонсо VI

## Брак и потомство
Омъжва се два пъти.
∞ 1. 1090 за Хумберт II Савойски (* 1060, † 1103), 6-и граф на Савоя, граф на Аоста и на Мориен, маркграф на Суза, господар на Бюже, от когото има петима сина и две дъщери:
- Амадей Савойски (* ок. 1095, Кариняно; † 30 март 1148, Никозия, Кипър), граф на Савоя и граф на Аоста и на Мориен като Амадей III;[6] ∞ 1. за Аделхайд († сл. юли 1134), с неизвестни родители, от която има две дъщери 2. ок. юли 1134/1135 за Матилда Албонска (* 1112/116, † сл. 30 март 1148), от която има четирима сина и четири дъщери.
- Вилхелм Савойски[6] († 1130), епископ на Лиеж[7]

- Райналд Савойски († сл. 1150), църковно лице[7], провост на Териториално абатство „Сен Морис д'Агон“, споменат заедно с брат си Амадей[8]
- Хумберт Савойски[6] († 1131), бездетен[7]

- Аделхайд Савойска (* ок. 1092; † 18 ноември 1154, Монмартър), чрез брак кралица на Франция; ∞ 1. за Луи VI, крал на Франция, от когото има седем сина (вкл. кралете на Франция Филип и Луи VII) и една дъщеря 2. за Матийо дьо Монморанси, конетабъл на Франция[7], от когото има една вероятна дъщеря
- Гиг Савойски (неизв.), абат на Намюр и каноник на Лиеж[7]
- Агнес Савойска (* ок. 1103, † сл. 1180), чрез брак господарка на Бурбон; ∞ за Аршамбо VII дьо Бурбон[9], от когото има син и дъщеря.

∞ 2. 1105 за Райнер Монфератски (* 1075, † 1137) от рода Алерамичи, маркграф на Монферат, от когото има един син и три или четири дъщери:
- Жана († 1191), ∞ 1127 за Вилхелм I Клитон († 1128), граф на Фландрия (Ролониди), от когото няма деца
- Вилхелм V Стари (* ок. 1100, † 1191), маркграф на Монферат; ∞ 1133 за Юдит Австрийска Бабенбергска (* 1115, † 1169), дъщеря на Леополд III, маркграф на Австрия, и Агнес от Вайблинген (дъщеря на император Хайнрих IV и Берта Савойска), от която има петима сина и три дъщери
- Матилда Монфератска († сл. 1166), ∞ за Алберто ди Маса († 1148/66), маркграф на Гави и Пароди
- Аделазия Монфератска, 1167/69 монахиня в манастира във Вандийо (Прованс)
- Изабела Монфератска, ∞ за Гвидо IV († сл. 1172), граф на Биандрате (Иврейска династия), вероятна